# ترانه‌های لئونارد کوهن
«ترانه‌های لئونارد کوهن» (به انگلیسی: Songs of Leonard Cohen) نام نخستین آلبوم از خواننده و ترانه‌سرای موسیقی فولک اهل کانادا، لئونارد کوهن است. تهیه‌کننده این آلبوم جان سیمون است و در ۲۷ دسامبر سال ۱۹۶۷ میلادی به وسیله کمپانی کلمبیا رکوردز عرضه شد.